# Windows 7
Windows 7 — пользовательская операционная система семейства Windows NT компании Microsoft. Была выпущена 22 июля 2009 года и поступила в продажу 22 октября 2009 года. Следует по времени выхода за Windows Vista, поступившей в продажу почти тремя годами ранее. Серверным аналогом системы является Windows Server 2008 R2, выпущенная одновременно с клиентской версией. Вслед за Windows 7 в 2012 году была выпущена Windows 8.
Расширенная поддержка системы была прекращена 14 января 2020 года. После этой даты действовала платная поддержка для корпоративной версии системы. Она была прекращена 10 января 2023 года, в один день с Windows 8.1. Поддержка редакции для банкоматов и специализированных устройств продолжалась до 8 октября 2024 года.
Windows 7 задумывалась как относительно небольшое обновление, направленное на устранение недостатков Windows Vista с сохранением аппаратной и программной совместимости. В Windows 7 был улучшен пользовательский интерфейс Windows Aero с добавлением переработанной панели задач, позволяющей закреплять приложения, и новых функций управления окнами. В операционную систему были добавлены и другие новые функции, в том числе библиотеки, новая система обмена файлами — Домашняя группа, и поддержка мультисенсорного ввода. Также был добавлен новый «центр поддержки», предоставляющий обзор информации о безопасности и обслуживании системы, и были внесены изменения в систему контроля учётных записей, чтобы сделать её менее навязчивой. Windows 7 также поставлялась с обновленными версиями нескольких стандартных приложений, в том числе Internet Explorer 8, Windows Media Player 12 и Windows Media Center.
В отличие от Vista, Windows 7 получила признание критиков, её считали значительным улучшением по сравнению с предшественницей из-за улучшенной производительности, более интуитивного интерфейса, меньшего количества всплывающих окон контроля учётных записей и других улучшений, внесённых в систему. Windows 7 стала большим успехом для Microsoft: ещё до её официального выпуска число предзаказов операционной системы в интернет-магазине «Amazon» побило предыдущие рекорды. Всего за шесть месяцев по всему миру было продано более 100 миллионов копий, а к июлю 2012 года количество лицензий увеличилось до более чем 630 миллионов. К январю 2018 года Windows 10 превзошла Windows 7 как самую популярную версию Windows в мире.
По состоянию на апрель 2025 доля Windows 7 занимает ▲2,4 %. С 2022 года Windows 7 находится на третьем месте по популярности среди всех версий Windows в мире, второе место занимает Windows 11. Windows 7 по-прежнему остаётся популярной в таких странах, как Сирия и Китай.
Windows 7 — это последняя версия Windows, которая изначально поддерживала процессоры без SSE2 или NX (обновление, выпущенное в 2018 году, прекратило поддержку процессоров без SSE2). Её преемнице, Windows 8, требуется процессор с SSE2 и NX для любой поддерживаемой архитектуры.

## Разработка

### Проект «Blackcomb»
В 2000 году Microsoft объявила о планах на следующую версию Windows. Ей стала система под кодовым названием «Blackcomb», которая должна была прийти на смену Windows XP и Windows Server 2003 (на тот момент известные под кодовым названием «Whistler»). Для Blackcomb были запланированы крупные изменения, в том числе усовершенствованная система хранения данных WinFS для реализации улучшенной системы поиска и категоризирования файлов. Однако перед Blackcomb, в 2003 году, должна была выйти версия под кодовым названием «Longhorn», промежуточная между Whistler и Blackcomb. Но уже к середине 2003 года в Longhorn появились некоторые функции, изначально предназначавшиеся для Blackcomb. После того, как в августе 2003 года в течение короткого времени произошли три крупные вспышки вредоносного ПО (черви Blaster, Welchia и Sobig), вскрывшие недостатки в безопасности операционных систем Windows, Microsoft изменила приоритеты разработки, поставив на первое место разработку новых пакетов обновлений для Windows XP и Server 2003. Разработка Longhorn, ставшего в будущем Windows Vista, была перезагружена (а следственно — выход системы был отложен) в августе 2004 года, а разработка ряда планировавшихся для неё новых функций — отменена.
В мае 2004 года, когда уже вовсю велась разработка Longhorn, Боб Мугила, сотрудник команды разработчиков серверной версии Longhorn, заявил изданию CNET, что его команда уже начала думать о нововведениях для Blackcomb. По его словам, их разработка заняла бы примерно четыре года, а сама система вышла бы лишь «в следующем десятилетии». В январе 2006 года Blackcomb была переименована в «Vienna», а в 2007 году была отменена окончательно из-за слишком большого размаха проекта (по словам авторов, Blackcomb/Vienna стала для них «не проектом, а списком желаний»). В середине декабря 2006 года появились сведения о том, что следующая версия Windows будет иметь кодовое название «Fiji» (в честь страны в Тихом Океане). На тот момент было неясно, будет ли этот проект пакетом обновления для Windows Vista или же её «второй редакцией». Однако в июне 2008 года оказалось, что кодовым именем «Fiji» была названа не следующая версия Windows, а пакет дополнений для Windows Media Center в Windows Vista. У правительства Фиджи возникли претензии к Microsoft касательно использования этого названия для своего продукта. Компания заявила, что «Fiji» является только внутренним рабочим названием и не будет итоговым.

### Проект «Windows 7»
Вышедшая 30 января 2007 года Windows Vista подверглась критике, помимо прочего, за длительное время разработки, проблемы с производительностью, неполную совместимость с существовавшим тогда оборудованием и программным обеспечением при запуске, за изменения, влияющие на совместимость некоторых компьютерных игр, а также за нечёткие заверения Microsoft о том, что некоторые компьютеры, поставляемые с Windows XP до выпуска новой версии, будут «совместимы с Vista» (что привело к групповому иску против Microsoft). Таким образом, популярность Vista по сравнению с XP оставалась низкой. В июле 2007 года, через полгода после выпуска Vista, стало известно о том, что следующая версия Windows получит кодовое название «Windows 7», а её релиз планируется в течение следующих трёх лет. Билл Гейтс в интервью Newsweek предположил, что Windows 7 будет более «ориентирована на пользователя». Позже Гейтс заявил, что Windows 7 будет также сфокусирована на повышении производительности операционной системы. Стивен Синофски, вице-президент Microsoft в 2009—2012 годах, в блоге «Engineering Windows 7» пояснил, что компания использует различные новые инструменты отслеживания для постоянного измерения производительности многих элементов операционной системы, чтобы можно было легче найти неэффективные строки кода и предотвратить снижение производительности. Старший вице-президент компании Билл Вегте заявил, что пользователи Windows Vista, переходящие на Windows 7, не столкнутся с такими проблемами совместимости устройств, какие существовали при переходе с Windows XP на Vista. Над Windows 7 работали около тысячи человек. Они были разделены на группу «ядра операционной системы» и группу «клиентского опыта Windows», которые, в свою очередь, были организованы в 25 более мелких команд, насчитывающих в среднем около 40 разработчиков в каждой.
В октябре 2008 года стало известно о том, что кодовое имя системы станет и её официальным названием. При этом версия ядра системы получила номер 6.1 (у Vista — 6.0), что указывает на общую схожесть Vista и 7, а также обеспечивает совместимость с теми приложениями, которые проверяют только первую цифру в названии (как, например, было в случае с Windows 2000 и XP с версиями ядра 5.0 и 5.1, соответственно). Первой сборкой Windows 7, которая была выпущена ограниченному кругу партнёров Microsoft, стала 6519 (часть этапа разработки «Milestone 1»). 16 октября 2008 года генеральный директор Microsoft Стив Балмер подтвердил совместимость Windows Vista и Windows 7, а также тот факт, что Windows 7 с технической точки зрения является переработанной Vista. Первая публичная презентация Windows 7 и её переработанной панели задач состоялась в ноябре 2008 года на конференции PDC 2008. 27 декабря 2008 года в Интернет через BitTorrent была слита официальная бета-сборка Windows 7. Согласно тестам производительности, проведённым ZDNet, Windows 7 Beta оказалась лучше Windows XP и Vista в том числе в плане скорости запуска и завершения работы, а также скорости открытия документов. Однако в тестах, проведённых PC Pro, скорость редактирования офисных документов или видеороликов оставалась неизменной по сравнению с Vista (и тем самым ниже аналогичных показателей в XP). 7 января 2009 года в Сеть была выложена 64-разрядная версия бета-версии Windows 7 (сборка 7000), причём некоторые торренты оказались заражены трояном. На выставке CES 2009 в январе 2009 года Стив Балмер объявил о том, что бета-версия Windows 7 стала доступна для загрузки подписчикам MSDN и TechNet в формате ISO-образа. Бета-версия содержала обои с бойцовской рыбкой, известной в английском языке как «betta fish», что указывало на игру слов «beta» («бета») и английского названия этой рыбы.
Сборка с номером 7100, ставшая официальной версией Release Candidate («кандидат для релиза»), стала доступен подписчикам MSDN и TechNet, а также участникам программы «Connect» 30 апреля 2009 года. 5 мая Windows 7 Release Candidate стала доступна широкой публике, но ещё до этого произошла её утечка в Интернет через BitTorrent. Windows 7 RC была доступна на пяти языках, её срок действия («timebomb») истекал 1 июня 2010 года, а с 1 марта 2010 года стали происходить автоматические отключения системы каждые два часа. Microsoft заявила, что Windows 7 будет выпущена для широкой публики 22 октября 2009 года, менее чем через три года после запуска Windows Vista. Microsoft выпустила новую версию Windows для подписчиков MSDN и Technet 6 августа 2009 года. Компания объявила, что Windows 7 вместе со своей версией для серверов — Windows Server 2008 R2 — поступила в производство в США и Канаде 22 июля 2009 года. Сборка Windows 7 с номером 7600.16385.090713-1255, созданная 13 июля 2009 года, была объявлена официальной RTM-сборкой, как только она прошла все внутренние тесты Microsoft.

## Дата выхода и популярность
Операционная система поступила в продажу 22 октября 2009 года — спустя два года после выпуска системы Windows Vista. Партнёрам и клиентам, обладающим лицензией Volume Licensing, доступ к RTM был предоставлен 24 июля 2009 года. В интернете оригинальные установочные образы финальной версии системы были доступны с 21 июля 2009 года.
С октября 2011 по январь 2018 Windows 7 занимала лидирующее положение по количеству пользователей в мире (обогнав предыдущего лидера Windows XP).
В 2017 году компания Microsoft объявила, что поддержка Windows 7 будет прекращена 14 января 2020 года. Также в конце 2020 года обещают окончание поддержки ОС для голосовых сообщений.
Платные обновления расширенной безопасности (ESU), продаваемые отдельно для каждого устройства, будут предлагаться до января 2023 года.
В июле 2019 года Microsoft объявила, что сервисы интернет-игр Microsoft на Windows 7 прекратят работу 22 января 2020 года.
По данным на февраль 2025 года, доля Windows 7 составляет 0,9 % среди используемых в мире операционных систем для доступа к сети Интернет и занимает пятое место в мире по популярности после Windows 11 (39,6 %), Windows 10 (28,7 %), MacOS (7,8 %) и Linux (3,9 %).

### Номер версии
В линейке Windows NT система имеет номер версии 6.1 (Windows 2000 — 5.0, Windows XP — 5.1, Windows Server 2003 — 5.2, Windows Vista и Windows Server 2008 — 6.0).
Серверной операционной системой того же семейства выступает Windows Server 2008 R2, интегрируемой операционной системой этого семейства (облегчённой версией, встраиваемой в устройства) — Windows Embedded Standard 2011 (Québec), мобильной — Windows Embedded Compact 2011 (Chelan, Windows CE 7.0).

## Основные особенности
В этой операционной системе реализована поддержка Юникод 5.1.
Панель поиска Instant Search стала распознавать больше языков.
Также в этой версии, как и в Windows Vista, есть тема Aero. При желании её можно отключить в Панели управления.
Данная ОС обладает поддержкой мультитач-управления.
Все версии ОС включают 50 новых шрифтов. Существующие шрифты доработаны для корректного отображения всех символов. Windows 7 — первая версия Windows, которая включает больше шрифтов для отображения нелатинских символов, чем для отображения латинских. Панель управления шрифтами также подверглась улучшению — по умолчанию, в ней отображаются только те шрифты, раскладка для которых установлена в системе.
Windows 7 поддерживает псевдонимы для папок на внутреннем уровне. К примеру, папка Program Files в некоторых локализованных версиях Windows была переведена и отображалась с переведённым именем, однако на уровне файловой системы оставалась англоязычной.
Также в систему (кроме версии Windows 7 Starter и Windows 7 Home Basic) встроено около 120 фоновых рисунков, уникальных для каждой страны и языковой версии. Так, русская версия включает тему «Россия» с шестью уникальными обоями высокого разрешения.
Дополнительным преимуществом Windows 7 можно считать более тесную интеграцию с производителями драйверов. Большинство драйверов определяются автоматически, при этом в 90 % случаев сохраняется обратная совместимость с драйверами для Windows Vista.
В Windows 7 была также улучшена совместимость со старыми приложениями, некоторые из которых было невозможно запустить на Windows Vista. Особенно это касается старых игр, разработанных под Windows XP. Также в Windows 7 появился режим Windows XP Mode, позволяющий запускать старые приложения в виртуальной машине Windows XP, что обеспечивает практически полную поддержку старых приложений.
Новая, 11-я версия DirectX, впервые выпущенная именно в составе этой ОС, имеет следующие улучшения: добавлена поддержка новых вычислительных шейдеров, возможность многопоточного рендеринга, улучшена тесселяция, появились новые алгоритмы компрессии текстур и др.
Проигрыватель Windows Media Player 12 получил новый интерфейс и стал поистине «всеядным», в отличие от предшественника, которому требовалось большое количество кодеков для воспроизведения. Однако он не может воспроизводить лицензионные Blu-Ray диски с видео, но имеет возможность считывать и записывать на них данные.
Функция Удалённого рабочего стола также претерпела изменения. Была введена поддержка интерфейса Aero Peek, Direct 2D и Direct3D 10.1, поддержка нескольких мониторов, расширений мультимедиа, DirectShow, а также возможность воспроизведения звука с низкими задержками.
Сетевая технология Branch Cache позволяет кешировать содержимое интернет-трафика. Если пользователю в локальной сети потребуется файл, который уже был загружен кем-то из пользователей его сети, — он сможет получить его из локального кэш-хранилища, а не использовать канал с ограниченной пропускной способностью. Технология рассчитана на крупные сети и предлагается для внедрения на предприятиях в составе Корпоративной и Максимальной версий ОС.
Windows AIK, с помощью которого можно создавать образ с любыми конфигурациями и настройками. Таким образом, в Windows 7 можно добавить поддержку USB 3.0, Bluetooth 4.0, DirectX 11.1 и .NET Framework 4.5 по умолчанию.
Изменения коснулись и панели задач. Теперь она увеличена на 10 пикселей и имеет обновлённый внешний вид. Также на панели содержатся только иконки без подписей, аналогично Dock у Mac OS X. Панель задач можно сделать прежней, как в Windows Vista, в «Свойствах». В обновлённой панели под «Часами» стоит текущая дата. В правом углу находится кнопка «Свернуть все окна». При наведении курсора на иконку открытого приложения подсветка меняет цвет соответственно основному цвету иконки. Среди прочего, если в свойстве панели задач поставить галочки на пунктах «Закрепить панель задач» и «Использовать маленькие значки», а в меню «Кнопки панели задач» выбрать пункт «Группировать при заполнении панели задач», вид панели задач приобретет вид Windows Vista.
Windows 7 также получила OEM-поддержку UEFI, а также поддержку UEFI в Retail-образах Windows 7 SP1. При желании можно записать UEFI-установщик Windows 7 на USB-накопитель. Также можно самостоятельно с помощью Windows AIK добавить поддержку UEFI целиком. Однако не всем пользователям подобные модификации разрешены.

### Безопасность
В Windows 7 реализована более гибкая настройка User Account Control (UAC), которая в отличие от Windows Vista имеет ещё два промежуточных состояния — «Уведомлять только при попытках программ внести изменения в компьютер» (положение по умолчанию), «Уведомлять только при попытках программ внести изменения в компьютер (не затемнять рабочий стол)».
Внесены изменения в технологию шифрования BitLocker и добавлена функция шифрования съёмных носителей BitLocker to go, позволяющая шифровать съёмные носители, причём даже при отсутствии модуля TPM.
Добавлена возможность защиты данных на USB-накопителях с помощью Enhanced Storage.
Улучшения коснулись и брандмауэра Windows: вернулась функция уведомления пользователя о блокировке программы, которая пытается получить доступ к сети.
С помощью групповой политики и функции AppLocker можно запретить запуск определённых приложений.
В лицензионной версии присутствует защита от удалённого управления PC, для которого необходимо разрешение пользователя, также блокируется связной адрес hosts для управления и обмена данных между PC, для чего также необходимо разрешение администраторских прав.
Функция DirectAccess позволяет устанавливать безопасное соединение с сервером в фоновом режиме, в отличие от VPN, которому требуется участие пользователя. Также DirectAccess может применять групповые политики до входа пользователя в систему.

### Новые функции Aero
Windows 7 по-прежнему сохраняет графический интерфейс Aero, который был ещё в Windows Vista.
Shake — в интерфейс Windows Aero добавлена новая функция Aero Shake, позволяющая свернуть все неактивные приложения движением мыши. Для её активации достаточно захватить заголовок окна и немного «потрясти».
Peek — функция Aero Peek позволяет отображать уменьшенные копии окон при наведении мыши на значок панели задач, переключаться между окнами приложения простым кликом по значку, перетаскивать и фиксировать на панели задач различные окна и приложения, просматривать рабочий стол одним наведением в специальную область экрана и многое другое. Данная функция не включена в версию Starter.
Snap — аналогично функции Shake Aero Snap позволяет движением мыши разворачивать окно на пол-экрана, весь экран или только по вертикальной оси.

### Стили оформления
Windows 7 поддерживает несколько вариантов оформления пользовательского интерфейса:
- Windows Aero — оригинальный стиль оформления с прозрачными многоцветными рамками окон, применяемый по умолчанию. Доступен в редакции «Домашняя расширенная» и выше.
- Windows 7 — упрощённый стиль — Windows Aero с некоторыми отключёнными возможностями (например, прозрачностью окон, Windows Flip 3D, AeroPeek). Требования к системе гораздо ниже, чем у Windows Aero. Доступен во всех редакциях Windows 7 и является основным в редакции «Начальная». Этот стиль также применяется при запуске приложений в режиме совместимости.
- Классический — минимальные требования к системе, оформление окон в стиле «классической» темы Windows 2000. Доступны различные цветовые схемы, в частности, подобные схемам Windows 2000; пользователь может создавать свои цветовые схемы.
- Пользовательские темы оформления — пользователи, недовольные интерфейсом Windows 7, могут разработать и применить собственный стиль оформления, основанный на одном из вышеперечисленных.

### Удалённые компоненты
Из состава Windows 7 были исключены приложения, разработанные для Windows Vista: Inkball, DreamScene, Ultimate Extras, приложения, имеющие аналоги в Windows Live (Почта Windows, Календарь Windows и пр.), технология Microsoft Agent, Windows Meeting Space. Из меню «Пуск» исчезла возможность использовать классическое меню (вернуться к нему можно, только установив стороннее ПО, например Classic Shell), а также исчезла автоматическая пристыковка браузера и клиента электронной почты.

## Системные требования
| Архитектура                      | 32-бит | 64-бит |
| Процессор                        | 1 ГГц IA-32 Поддержка SSE2 требуется после установки накопительного обновления от мая 2018 года                                     | 1 ГГц x86-64 |
| Оперативная память (RAM)         | 1 Гб | 2 Гб |
| Видеокарта                       | Видеоадаптер с поддержкой DirectX 9 и WDDM версии 1.0 и старше. (не является абсолютной необходимостью — требуется только для Aero) | Видеоадаптер с поддержкой DirectX 9 и WDDM версии 1.0 и старше. (не является абсолютной необходимостью — требуется только для Aero) |
| Свободное место на жёстком диске | 16 Гб свободного места | 20 Гб свободного места |
| Оптический привод                | DVD-ROM привод (Только для установки с DVD)                                                                                         | DVD-ROM привод (Только для установки с DVD)                                                                                         |

| Издание                             | Объём оперативной памяти | Объём оперативной памяти | Количество физических процессоров | Кол-во ядер процессора | Кол-во ядер процессора |
| Издание                             | x86 (32-бит)             | x64 (64-бит)             | Количество физических процессоров | x86 (32-бит)           | x64 (64-бит)           |
| ----------------------------------- | ------------------------ | ------------------------ | --------------------------------- | ---------------------- | ---------------------- |
| Ultimate (Максимальная)             | 4 Гб                     | 192 Гб                   | 2                                 | 32                     | 256                    |
| Professional (Профессиональная)     | 4 Гб                     | 192 Гб                   | 2                                 | 32                     | 256                    |
| Enterprise (Корпоративная)          | 4 Гб                     | 192 Гб                   | 2                                 | 32                     | 256                    |
| Home Premium (Домашняя расширенная) | 4 Гб                     | 16 Гб                    | 1                                 | 32                     | 256                    |
| Home Basic (Домашняя базовая)       | 4 Гб                     | 8 Гб                     | 1                                 | 32                     | 256                    |
| Starter (Начальная)                 | 2 Гб                     | Нет                      | 1                                 | 32                     | N/A                    |

- Однако в функциональных возможностях платформы виртуализации Hyper-V указано максимальное число виртуальных процессоров для Windows 7 — 4 шт.
- Windows 7, хоть и содержит обширную базу данных драйверов для многих устройств, но поддерживает меньшее их количество по сравнению с Windows XP. В частности, в базе нет драйверов на многие устройства, выпущенные до 2005 года. С одной стороны, это связано с технологией Windows Aero, которая требует видеоадаптер как минимум со 128 МБ памяти и поддержкой DirectX 9.0 (Shader Model 2.0), с другой — драйверы на видеокарты Geforce серии FX (5200-5900) также отсутствуют в комплекте, несмотря на то, что данное поколение уже поддерживает DirectX 9.0. Также отсутствуют драйверы на многие устаревшие модели звуковых карт и на большинство встроенных аудиокодеков стандарта AC97.
- Несмотря на то, что официально для установки Windows 7 требуется как минимум 1 ГБ ОЗУ, данная система успешно устанавливается на компьютеры с меньшим его объёмом, например, 512 МБ (но для стабильной работы нужно выключить графические эффекты), так как Windows 7 была создана на основе предыдущей ОС Windows Vista, которая официально требовала именно 512 МБ ОЗУ.
- Кроме того, в интернете довольно большое распространение получили модифицированные Lite-версии Windows 7, устанавливающиеся на компьютеры с объёмом 128—256 МБ ОЗУ (официальные версии Windows 7 требуют как минимум 512 МБ ОЗУ и отказываются устанавливаться при меньшем объёме).

## Обратная совместимость
Так как Windows 7 сохранила совместимость с Windows Vista, а к моменту выпуска Windows 7 критическая масса необходимых пользователям приложений и драйверов были перевыпущены с учётом совместимости под Windows Vista — практически все они также корректно работают под Windows 7.
Кроме того, через «Центр обновления Windows» распространяются обновления, обеспечивающие совместимость с более старыми приложениями и драйверами. Также эти обновления могут не давать программе установиться или запуститься, если она имеет статус жёсткой блокировки. Мягкая блокировка даёт программе запуститься, однако выводит сообщение о том, что пользователь может испытывать проблемы с запуском.
Также в состав Windows 7 включена программа, которая может помочь решить проблемы совместимости — «Выполнение программ, предназначенных для предыдущих версий Windows».
Для пользователей профессиональных редакций бесплатно распространяется специальный пакет виртуализации XP Mode, который позволяет запускать приложения в виртуальной машине Windows XP в среде Windows 7 (редакция Профессиональная и выше).
Официально объявлено об отказе поддержки некоторых устаревших технологий (например, порта LPT, однако в некоторых случаях принтеры с данным портом продолжают функционировать).

## Редакции
Windows 7 имеет шесть редакций:
1. Начальная (Starter; обычно предустановлена на нетбуках)
2. Домашняя базовая (Home Basic)
3. Домашняя расширенная (Home Premium)
4. Профессиональная (Professional)
5. Корпоративная (Enterprise, для продажи крупным корпоративным клиентам)
6. Максимальная (Ultimate)

Все редакции, кроме начальной (Starter, только 32-битная версия), существуют как в 32-битной, так и в 64-битной версиях.
Максимальный объём оперативной памяти для 32-битных версий ограничен 4 Гб, начальная редакция поддерживает до 2 Гб. Пользователям, в некоторых случаях, доступен меньший объём, из-за аппаратных ограничений часто невозможно реализовать функцию режима PAE. Существуют сторонние патчи ядра (например ReadyFor4GB или fix128), которые позволяют задействовать всю доступную оперативную память во всех 32-битных редакциях Windows 7. Официальная же поддержка более крупных объёмов памяти доступна только для 64-битных версий. Они поддерживают до 8 Гб («Домашняя базовая») либо до 16 Гб («Домашняя расширенная»), старшие версии могут адресовать до 192 Гб оперативной памяти.
Начальная редакция (Starter) распространяется исключительно в версии OEM и не включает в себя предустановленной функциональной части для проигрывания H.264, AAC, MPEG-2. Домашняя базовая — предназначена исключительно для выпуска в развивающихся странах, в ней нет интерфейса Windows Aero с функциями Peek, Shake, и некоторых других функций. В ней есть те же ограничения на просмотр, что и в начальной редакции. В профессиональной, корпоративной и максимальной версиях существует поддержка XP Mode.
Кроме этого, согласно требованиям Еврокомиссии, для продаж в Европе планировалась специальная версия всех редакций с индексом «Е» (Windows 7 Е) — без предустановленного браузера Internet Explorer, однако она снята с продажи. Одной из причин снятия с продаж является недовольство партнёров и OEM-производителей отсутствием браузера в изначальной комплектации. Всем, кто выполнил предзаказ версии с индексом «Е», было предложено заказать обновление или заказать полную версию с 1 сентября 2009 года. Тем не менее в течение 5 лет планировалось заменить встроенный Internet Explorer опциональным. Данная схема и была согласована с Еврокомиссией.
Бесплатная 90-дневная версия Windows 7 Корпоративная доступна для ИТ-специалистов, желающих познакомиться с Windows 7 в рамках организации (была информация, что с 31 января 2013 года её нельзя активировать).

| Редакция | Начальная \ Starter             | Домашняя базовая \ Home Basic                                                             | Домашняя расширенная \ Home Premium  | Профессиональная \ Professional                     | Корпоративная \ Enterprise                | Максимальная \ Ultimate              |            |
| --- | ------------------------------- | ----------------------------------------------------------------------------------------- | ------------------------------------ | --------------------------------------------------- | ----------------------------------------- | ------------------------------------ | ---------- |
| Способ приобретения | Продажа только по OEM-лицензиям | Продажа в розницу и по OEM-лицензиям (только на развивающихся рынках, включая российский) | Продажа в розницу и по OEM-лицензиям | Продажа в розницу, по OEM и корпоративным лицензиям | Продажа только по корпоративным лицензиям | Продажа в розницу и по OEM-лицензиям |            |
| Старт продаж | 22.10.2009                      | 22.10.2009                                                                                | 22.10.2009                           | 22.10.2009                                          | 22.10.2009                                | 22.10.2009                           |            |
| Окончание розничных продаж | 31.10.2013                      | 31.10.2013                                                                                | 31.10.2013                           | 31.10.2013                                          | н/д                                       | 31.10.2013                           |            |
| Окончание продаж устройств с предустановленной ОС                                                                                | 31.10.2014                      | 31.10.2014                                                                                | 31.10.2014                           | 31.10.2014                                          | н/д                                       | 31.10.2014                           |            |
| Окончание основной поддержки | 13.01.2015                      | 13.01.2015                                                                                | 13.01.2015                           | 13.01.2015                                          | 13.01.2015                                | 13.01.2015                           | 13.01.2015 |
| Окончание расширенной поддержки                                                                                                  | 14.01.2020                      | 14.01.2020                                                                                | 14.01.2020                           | 14.01.2020                                          | 14.01.2020                                | 14.01.2020                           | 14.01.2020 |
| Окончание Extended Security Updates                                                                                              | н/д Недоступно                  | н/д Недоступно                                                                            | н/д Недоступно                       | 10.01.2023                                          | 10.01.2023                                | н/д                                  |            |
| Наличие 64-битной версии | Нет                             | Да, но не в розничной                                                                     | Да                                   | Да                                                  | Да                                        | Да                                   |            |
| Максимальный размер оперативной памяти (для 64-битных версий)                                                                    | 2 Гб (для 32-битной версии)     | 8 Гб                                                                                      | 16 Гб                                | 192 Гб                                              | 192 Гб                                    | 192 Гб                               |            |
| Центр восстановления Windows | Нет поддержки домена            | Нет поддержки домена                                                                      | Нет поддержки домена                 | Да                                                  | Да                                        | Да                                   |            |
| Функция «Домашняя группа» (создание и присоединение к группе)                                                                    | Только присоединение            | Только присоединение                                                                      | Да                                   | Да                                                  | Да                                        | Да                                   |            |
| Интерфейс Windows Aero | Нет                             | Только базовая тема оформления                                                            | Да                                   | Да                                                  | Да                                        | Да                                   |            |
| Поддержка нескольких мониторов                                                                                                   | Нет                             | Да                                                                                        | Да                                   | Да                                                  | Да                                        | Да                                   |            |
| Быстрое переключение между пользователями                                                                                        | Нет                             | Да                                                                                        | Да                                   | Да                                                  | Да                                        | Да                                   |            |
| Возможность смены фонового рисунка рабочего стола                                                                                | Нет                             | Да                                                                                        | Да                                   | Да                                                  | Да                                        | Да                                   |            |
| Диспетчер окон рабочего стола | Нет                             | Нет поддержки WinFlip 3D                                                                  | Да                                   | Да                                                  | Да                                        | Да                                   |            |
| Центр мобильности Windows | Да                              | Да                                                                                        | Да                                   | Да                                                  | Да                                        | Да                                   |            |
| Multitouch и улучшенное распознавание рукописного ввода                                                                          | Нет                             | Нет                                                                                       | Да                                   | Да                                                  | Да                                        | Да                                   |            |
| Windows Media Center | Нет                             | Нет                                                                                       | Да                                   | Да                                                  | Да                                        | Да                                   |            |
| Дополнительные игры | Нет                             | Нет                                                                                       | Да                                   | Отключены по умолчанию                              | Отключены по умолчанию                    | Да                                   |            |
| Эмулятор Windows XP | Нет                             | Нет                                                                                       | Нет                                  | Да                                                  | Да                                        | Да                                   |            |
| EFS (система шифрования данных)                                                                                                  | Нет                             | Нет                                                                                       | Нет                                  | Да                                                  | Да                                        | Да                                   |            |
| Печать с учётом информации о местоположении                                                                                      | Нет                             | Нет                                                                                       | Нет                                  | Да                                                  | Да                                        | Да                                   |            |
| Возможность выступать в качестве хост-компьютера Удалённого рабочего стола                                                       | Нет                             | Нет                                                                                       | Нет                                  | Да                                                  | Да                                        | Да                                   |            |
| Подключение к домену | Нет                             | Нет                                                                                       | Нет                                  | Да                                                  | Да                                        | Да                                   |            |
| Возможность даунгрейда до Vista или XP                                                                                           | Нет                             | Нет                                                                                       | Нет                                  | Да                                                  | Да                                        | Да                                   |            |
| Поддержка нескольких физических процессоров                                                                                      | Нет                             | Нет                                                                                       | Нет                                  | Да                                                  | Да                                        | Да                                   |            |
| AppLocker | Нет                             | Нет                                                                                       | Нет                                  | Нет                                                 | Да                                        | Да                                   |            |
| BitLocker и BitLocker To Go | Нет                             | Нет                                                                                       | Нет                                  | Нет                                                 | Да                                        | Да                                   |            |
| Branch Cache | Нет                             | Нет                                                                                       | Нет                                  | Нет                                                 | Да                                        | Да                                   |            |
| DirectAccess | Нет                             | Нет                                                                                       | Нет                                  | Нет                                                 | Да                                        | Да                                   |            |
| Подсистема для запуска Unix-приложений                                                                                           | Нет                             | Нет                                                                                       | Нет                                  | Нет                                                 | Да                                        | Да                                   |            |
| Многоязычная пользовательская среда                                                                                              | Нет                             | Нет                                                                                       | Нет                                  | Нет                                                 | Да                                        | Да                                   |            |
| Загрузка с VHD (файла-образа Microsoft Virtual PC)                                                                               | Нет                             | Нет                                                                                       | Нет                                  | Нет                                                 | Да                                        | Да                                   |            |
| Запуск оснасток lusrmgr.msc (Local Users and Groups), gpedit.msc (Local Group Policy Editor), secpol.msc (Local Security Policy) | Нет                             | Нет                                                                                       | Нет                                  | Да                                                  | Да                                        | Да                                   |            |

«Семейная лицензия» (Family Pack) с правом установки лишь на три компьютера стоит в США 150 долларов. В качестве редакции ОС для «семейной» лицензии выбрана Windows 7 Домашняя расширенная, для других редакций «семейная» лицензия неприменима.
«Семейная лицензия» также продаётся в России. Microsoft неоднократно акцентировала внимание на ограниченности предложения. В настоящее время Family Pack исчез из розничных магазинов и крупнейших интернет-магазинов, некоторые магазины продают его уже по 250—290 долларов.

## Продажи
В июле 2009 года, всего за 8 часов, предварительные заказы на Windows 7 на Amazon превысили спрос, который Windows Vista имела в первые 17 недель. Windows 7 стала самым кассовым товаром в истории Amazon, что превышает продажи предыдущего рекордсмена, седьмой книги про Гарри Поттера. Через две недели после выхода Windows 7 её доля превысила аналогичный показатель Snow Leopard, выпущенной двумя месяцами ранее в качестве последнего обновления от Apple. По данным Net Applications, Windows 7 достигла доли рынка в 4 % менее чем за три недели (для сравнения — Windows Vista для этого потребовалось семь месяцев).
В период с 26 июня 2009 по 31 января 2010 года Microsoft предоставляла бесплатное обновление до Windows 7 (в случае загрузки дистрибутива через Интернет; за доставку физического носителя (DVD) бралась плата в размере 35 евро) для всех, кто купил компьютер с предустановленной ОС Windows Vista любой редакции (за исключением редакций Starter и Home Basic) у любого производителя. Этой возможностью могли воспользоваться только обладатели купона программы Windows 7 Upgrade Option.
Windows 7 распространялась на DVD без возможности заказа комплекта CD (как это было ранее с Windows Vista и Windows XP). Однако возможность создать комплект CD-дисков доступна с помощью утилиты ImageX (через ключ /split) из комплекта для автоматической установки (WAIK) Windows Vista или Windows 7. Также для владельцев нетбуков без DVD-привода распространяются USB-токены с программой установки Windows 7. Однако выяснилось, что эта программа содержит код GPL. В ноябре 2009 года Microsoft извинилась перед покупателями и пообещала открыть код программы и 10 декабря 2009 года окончательно открыла исходные коды Windows 7 USB/DVD Download Tool под лицензией GPLv2.
4 марта 2010 года Microsoft объявила, что продала более 90 млн лицензий Windows 7. К 23 апреля, то есть за шесть месяцев, было продано более 100 миллионов копий Windows 7, что сделало систему самой быстропродаваемой у Microsoft. К 23 июня было продано более 150 млн копий; по состоянию на 22 июля было продано 175 млн экземпляров ОС. 21 октября Microsoft объявила, что продано более 240 млн копий. 3 месяца спустя, 27 января 2011 года, Microsoft объявила об общем объёме продаж в 300 миллионов копий. По состоянию на 19 января 2012 года, было продано свыше 525 миллионов копий Windows 7.
На основе данных по всему миру, полученных в июне 2010 года с Windows Update, 46 % компьютеров работают на 64-разрядной Windows 7. По словам Стивена Бейкера из NPD Group, в апреле 2010 года 77 % компьютеров, проданных в США, были с предустановленной 64-разрядной Windows 7.
Отзывы о Windows 7 были в основном положительные, отмечалось повышение удобства и функциональности по сравнению с её предшественницей Windows Vista. CNET дал Windows 7 Home Premium рейтинг 4,5 из 5 звёзд. PC World присваивает Windows 7 рейтинг 9 из 10 и называет её «Массовый прыжок вперёд» в плане удобства и безопасности, также высоко оценивая новую панель задач.
Согласно жизненному циклу продуктов Microsoft, c 31 октября 2013 года прекращены продажи всех версий Windows 7 для розничной торговли (BOX версии). OEM-продукты Microsoft продавались до 31 октября 2014 года (за исключением OEM Windows 7 Professional — до 31 октября 2016 года).

## Пакеты обновления и поддержка
Microsoft регулярно выпускает пакеты обновлений своих операционных систем, устраняющие выявленные проблемы и добавляющие новые возможности.
Поддержка Windows 7 RTM без пакетов обновления завершилась 9 апреля 2013 года.
Windows 7 не поддерживает CPU Intel Kaby Lake, 7-е поколение AMD (Bristol Ridge) и построенные на более поздних микроархитектурах, которые поддерживаются только в Windows 10.

### Пакет обновления № 1
Windows 7 Service Pack 1 (SP1) был представлен 18 марта 2010 года. Бета-версия была выпущена 12 июля 2010 года. В окончательном варианте пакет был обнародован 9 февраля 2011 года. Сборка получила номер: 7601.17514.101119-1850. 22 февраля пакет обновления № 1 официально стал доступен для свободного скачивания через центр обновлений Windows.
В данный момент доступно несколько вариантов скачивания пакета обновления, в том числе по прямой ссылке. Подробнее см. Сведения об установке пакета обновления 1 (SP1) для Windows 7.
Данный пакет исправлений не такой масштабный, как пакеты обновлений для предыдущих версий Windows, особенно Windows Vista. Данный пакет исправлений содержит все выпущенные на момент его выхода обновления и заплатки для Windows 7, а также исправление некоторых ошибок.
В русской версии Windows 7 SP1 был исправлен баг шрифта, из-за которого меню "Пуск" отображалось с графическими артефактами.

### Накопительные обновления
В мае 2016 года Microsoft выпустила «Convenience rollup» (рус. — «накопительное обновление») для Windows 7 — KB3125574. Номер сборки ОС не изменился. Пакет включает в себя все обновления безопасности по апрель 2016 года. Чтобы установить обновление Convenience rollup, нужно предварительно установить обновление сервисного стека для Windows 7 и Windows Server 2008 R2 (KB3020369).
С октября 2016 года Microsoft перевела Windows 7 на кумулятивную модель обновлений. Каждые ежемесячные обновления, выпущенные позднее, основаны на предыдущих и выпускаются одним общим пакетом. Обновления, выпущенные ранее, по-прежнему доступны отдельными патчами.
Основная поддержка Windows 7 SP1 прекращена 13 января 2015 года. Расширенная поддержка Windows 7 SP1 завершилась 14 января 2020 года. До указанной даты компания выпускала обновления безопасности.

### Окончание поддержки
Выпуск обновлений безопасности прекратился 14 января 2020 года, об этом говорит патч Microsoft.
Окончание поддержки значит то, что на Windows не будут поступать обновления, но ваш компьютер всё ещё будет работать.
В связи с президентскими выборами в США 2020 года компания Microsoft продлила поддержку Windows 7 исключительно для системы голосования до 2 ноября 2020 года. Также до 18 сентября 2021 года Microsoft продлила поддержку для системы голосования в выборах в Государственную думу в России.
Для некоторых версий Windows 7 поддерживается возможность даунгрейда до Windows XP, поскольку поддержка Windows XP прекратилась 8 апреля 2014 года, но далеко не все офисные компьютеры в тот момент удовлетворяли минимальным системным требованиям Windows 7. Даунгрейд до Windows XP был продлён до 2020 года.
Для редакций Embedded, которые предназначены для банкоматов и специализированных устройств, поддержка Windows 7 была ещё доступна. Для Windows Embedded 7 Standard расширенная поддержка была прекращена 13 октября 2020 года. Расширенная поддержка для последней редакции Windows 7, Windows Embedded POSReady 7 была прекращена 12 октября 2021 года. Платная поддержка Windows 7 была прекращена 10 января 2023 года. Для редакции Windows Embedded 7 Standard платная поддержка была прекращена 10 октября 2023 года, а для Windows Embedded POSReady 7 8 октября 2024 года.

## Критика Windows 7
Сразу после появления на рынке в 2009 году Windows 7 критиковалась за более медленную, относительно Windows XP, работу приложений (по результатам тестов на 2—4 %). Усложнение ОС повлекло более высокие системные требования, увеличение энергопотребления и снижение времени работы батарей нетбуков на 2—8 % (а в некоторых случаях до 30 %), по сравнению с Windows XP. Несмотря на все нарекания, система была «тепло» встречена пользователями по сравнению с Windows Vista.
В Windows 7, как и в предыдущих ОС от Microsoft, применяется активация лицензионного ключа. Хакеры несколькими путями отключали её, но ещё до релиза, который состоялся 22 октября, был найден метод полного обхода этого механизма с помощью перепрошивки BIOS компьютера. Активация Windows Vista производилась таким же образом, так что фактически активация Windows 7 была взломана ещё до своего появления, так как было очевидно, что её механизм не претерпит значительных изменений. Через несколько месяцев после выхода ОС было выпущено обновление KB971033, при установке которого происходила блокировка нелицензионной версии Windows 7, однако через некоторое время был разработан способ и этого обхода.
Фонд свободного программного обеспечения развернул кампанию Windows 7 Sins (игра слов, которую можно перевести как семь грехов Windows или грехи Windows 7). В ней приведены 7 доводов — в частности, опасения, что в Windows 7 используются технологии, позволяющие Microsoft вторгаться в личную жизнь пользователя, и опасение, что из-за повсеместного использования DRM возможно замыкание пользователя на продукцию конкретных поставщиков и, в первую очередь, Microsoft.
Причиной судебного разбирательства между Alcatel-Lucent, AT&T, Dell и Microsoft в сентябре 2009 года стал метод выбора даты без использования клавиатуры на экране компьютера в Outlook, Microsoft Money и других приложениях Microsoft, запатентованный компанией AT&T в 2002 году.

## Внедрение телеметрии и сбора данных в 2015 году
После выхода RTM версии Windows 10 Microsoft выпустила обновления KB3080149 и KB3075249 для Windows 7 и Windows 8.1 соответственно, которые добавляют сервисы телеметрии и сбора данных, включая сервис diagtrack. Он посылает данные на серверы vortex-win.data.microsoft.com, settings-win.data.microsoft.com и прочие. Позднее были выпущены дополнительные обновления, связанные с телеметрией и сбором пользовательских данных.
Данную функцию можно отключить либо путём отключения службы Diagtrack, либо её полного удаления из системы.